# PAP Packaging
PAP Packaging a.s. (do roku 2001 PAP Sušice a. s., pak do roku 2006 GIO´ STYLE PAP a.s., v letech 2006 až 2023 DOPLA PAP a.s.) je česká firma, patřící mezi největší výrobce plastových a papírových potravinářských obalů v ČR. Společnost má sídlo v Sušici, tovární budovy se nacházejí na západě města při úpatí Svatoboru.

## Historie
V dnešním areálu firmy existovala v 19. století hospoda, kterou Vojtěch Scheinost přeměnil v 60. letech na sirkárnu. Tato tzv. „horní továrna“ byla v roce 1903 sloučena s další sušickou sirkárnou („dolní továrna“), čímž vznikla společnost SOLO. Po první světové válce došlo k útlumu výroby zápalek a horní továrna byla v roce 1932 uzavřena. Aby budovy nezůstaly nevyužity, byla zde v roce 1933 spuštěna výroba papírových potravinářských obalů a roku 1939 vznikla samostatná společnost PAP. V roce 1945 došlo ke znárodnění podniku. Ruční výrobu postupně nahradily automaty. První poloautomat pomáhající při výrobě kelímků byl zaveden v roce 1957, další výrazné modernizace přicházely postupně v průběhu 60. – 80. let.
Dne 1. dubna 1992 vznikla akciová společnost PAP Sušice. Podnik v průběhu dalších let dále rozšiřoval výrobu a jeho název se měnil v závislosti na vlastníkovi. V roce 2010 bylo 65 % výrobků vyvezeno do jiných evropských zemí.[nenalezeno v uvedeném zdroji]